# Абдыкаримов, Оралбай Абдыкаримович
Оралбай Абдыкаримович Абдыкаримов (каз. Оралбай Әбдікәрімов; род. 18 декабря 1944) — казахстанский государственный и общественный деятель.
Почетный председатель Общенационального движения против коррупции «Жанару» («Обновление»), почетный председатель Республиканской Ассоциации общественных объединений охотников и субъектов охотничьего хозяйства «Кансонар».

## Биография
Родился 18 декабря 1944 года в посёлке Киевка Нуринского района Карагандинской области, казах. Происходит из подрода тока рода куандык племени аргын.
Служил во флоте. Окончил Карагандинский индустриально-педагогический техникум, Карагандинский государственный университет, Алматинскую высшую партийную школу.
- В 1969 г. — мастер производственного обучения ГПТУ-41 пос. Шахан Карагандинской области.
- В 1969—1975 гг. — секретарь комитета комсомола треста «Шахтинскжилстрой», инструктор, заведующий отделом Карагандинского обкома ЛКСМ Казахстана.
- В 1975—1980 гг. — инструктор Карагандинского городского комитета партии.
- В 1980—1981 гг. — зам. председателя Карагандинского городского комитета народного контроля.
- В 1981—1985 гг. — инструктор, заведующий сектором, заместитель заведующего отделом организационно-партийной работы Карагандинского обкома партии.
- В 1985—1991 гг. — заведующий сектором, инспектор, заместитель заведующего отделом организационно-партийной и кадровой работы, первый заместитель, заведующий отделом организационно-партийной и кадровой работы ЦК Компартии Казахстана.
- В 1991—1994 гг. — заведующий отделом организационной работы и местных администраций Аппарата Президента и Кабинета Министров РК.
- В 1994—1995 гг. — заместитель Руководителя Аппарата Президента РК — руководитель Группы представителей Президента РК в регионах.
- В 1995 г. — заместитель Руководителя Аппарата Президента РК — начальник организационно-контрольного управления Аппарата Президента РК.
- В 1995—1996 гг. — заместитель Руководителя Администрации Президента РК — заведующий организационно-контрольным отделом Администрации Президента РК.
- В 1996—1997 гг. — Руководитель Аппарата Мажилиса Парламента РК.
- В 1997—1998 гг. — Руководитель Администрации Президента РК, Председатель Высшего Дисциплинарного Совета РК.
- В 1998—1999 гг. — Председатель Государственной комиссии РК по борьбе с коррупцией.
- В 1999—2004 гг. — Председатель Сената Парламента Республики Казахстан.
- В 2004—2007 гг. — Государственный секретарь Республики Казахстан.
- В 2007 г. — Советник Президента Республики Казахстан.
- С 2007 г. — депутат Сената Парламента РК, председатель Республиканского общественного совета при партии Нур-Отан по борьбе с коррупцией (с 2008 по 2014 гг.).
- Член Совета сенаторов при Сенате Парламента Республики Казахстан.
- Ведёт деятельность по сохранению и возрождению чистокровных казахских пород собак — тазы и тобет.
- Женат, имеет четверо детей, внуков, правнучек.

## Награды
- 2017 — Медаль «МПА СНГ. 25 лет» (Межпарламентская ассамблея СНГ) — за заслуги в деле развития и укрепления парламентаризма, за вклад в развитие и совершенствование правовых основ функционирования Содружества Независимых Государств, укрепление международных связей и межпарламентского сотрудничества[2]
- 2009 — Орден «Барыс» 1 степени[3]
- 2001 — Орден «Барыс» 2 степени[4]
- 2002 — Орден «Содружество» (Совет Межпарламентской Ассамблеи государств — участников Содружества Независимых Государств) — за активное участие в деятельности Межпарламентской Ассамблеи и её органов, вклад в укрепление дружбы между народами государств — участников Содружества[5]
- 2003 — Золотая медаль «Древо дружбы» (Межпарламентская ассамблея СНГ) — за выдающийся вклад в формирование информационного пространства Содружества Независимых Государств[6]
- 2006 — Медаль «10 лет Парламенту РК»[7]
- 1998 — Медаль «Астана»
- 1994 — Почётная грамота Республики Узбекистан[8]
- Награждён правительственными и юбилейными медалями Республики Казахстан и др.

## Звания
- Почётный профессор Кьенгского университета Республики Корея
- Почётный профессор Московского государственного Лингвистического университета

## Семья
- Сын: Абдыкаримов Сержан Оралбаевич — Чрезвычайный и Полномочный Посол РК в Азербайджанской Республике (с 30.09.2019).[9][10]